# Indium(I,III)-tellurid
Indium(I,III)-tellurid ist eine anorganische chemische Verbindung des Indiums aus der Gruppe der Telluride.

## Gewinnung und Darstellung
Indium(I,III)-tellurid kann durch Reaktion von Indium mit Tellur gewonnen werden.
{\displaystyle \mathrm {In+Te\longrightarrow InTe} }

## Eigenschaften
Indium(I,III)-tellurid ist ein im erhitzten Zustand silbergrauer, kalt stahlblauer, faseriger, leicht zerreibbarer und in Salzsäure nicht merklich löslicher Feststoff. Er kristallisiert in einer tetragonalen Schichtenstruktur mit der Raumgruppe I4/mcm (Raumgruppen-Nr. 140). Die In3+-Ionen bilden dabei Ketten aus kantenverknüpften InTe4-Tetraedern. Die Verbindung kommt auch in einer kubischen Modifikation vor.